# Kowalewek
Kowalewek – wieś w Polsce położona w województwie wielkopolskim, w powiecie konińskim, w gminie Rzgów.
W tutejszym dworku urodziła się pisarka Zofia Urbanowska.
W latach 1975–1998 miejscowość administracyjnie należała do województwa konińskiego.